# 赤崁漁港
赤崁漁港，位於台灣澎湖縣白沙鄉赤崁村，主管單位為澎湖縣政府，屬第二類漁港。赤崁碼頭開口朝東，興建年份始於民國40年（1951年）。:119

## 簡介
白沙鄉赤崁村位於白沙島（古稱北山嶼）東北端高地（高地在閩南語中稱作「崁」），因海岸上裸露出的玄武岩呈現紅色，早昔被稱作「大赤崁」，相對於聚落南側的「小赤崁」村落而得名。
赤崁的海域多屬珊瑚礁地形，航道寬闊，但水位偏淺，必須定期動用大量經費疏浚，維護不易。民國40年（1951年）赤崁漁港初建之時，澎湖縣政府補助經費，砌石防波堤227公尺、興築碼頭278公尺、護岸125公尺，內港水域約3公頃。民國57年（1968年）又蒙高雄港務局補助，築造交通碼頭一座。:119
政府利用「臺灣地區漁港建設方案」四期經費擴建赤崁漁港：第一期（民國69年至76年，1980年－1987年）為4333萬元、第二期（民國77年至85年，1988年－1996年）為8129萬元，其中2700萬用於港區改善，後又用省政府計畫經費築建突堤和碼頭、第三期（民國86年至89年，1997年－2000年）為2588萬元，復用於港區改善工程、第四期（民國90年至91年，2001年－2002年）為792萬元，主要用於港區綠化，增建涼亭和觀景台等休閒設施。根據2005年出版的《續修澎湖縣志．財政志》資料，整建赤崁漁港經費自民國69年（1980年）至民國91年（2002年）為止，其工程經費總計為新台幣2億154萬元。:169、175-177
赤崁村的漁業產業發達，當地盛行有延繩釣、焚寄網、流刺網和一支釣等漁法；陸上的漁港設施則有市場、加油站、製冰廠、修造船廠、漁具整備場等等，可謂北山嶼的漁業重鎮。當地尚以盛產「丁香魚」出名，近年每年夏季都有舉辦「丁香魚季」來接待各地的觀光客；港口除供漁業用途，提供北海遊客中心的遊憩船停泊，以及離島吉貝嶼對外交通船的碼頭亦設於此處。
赤崁漁港在現行台灣的漁港法屬於「第二類漁港」，而在民國95年（2006年）1月27日之前的漁港法舊制中，屬於供地方性使用的「第三類漁港」。

## 圖輯

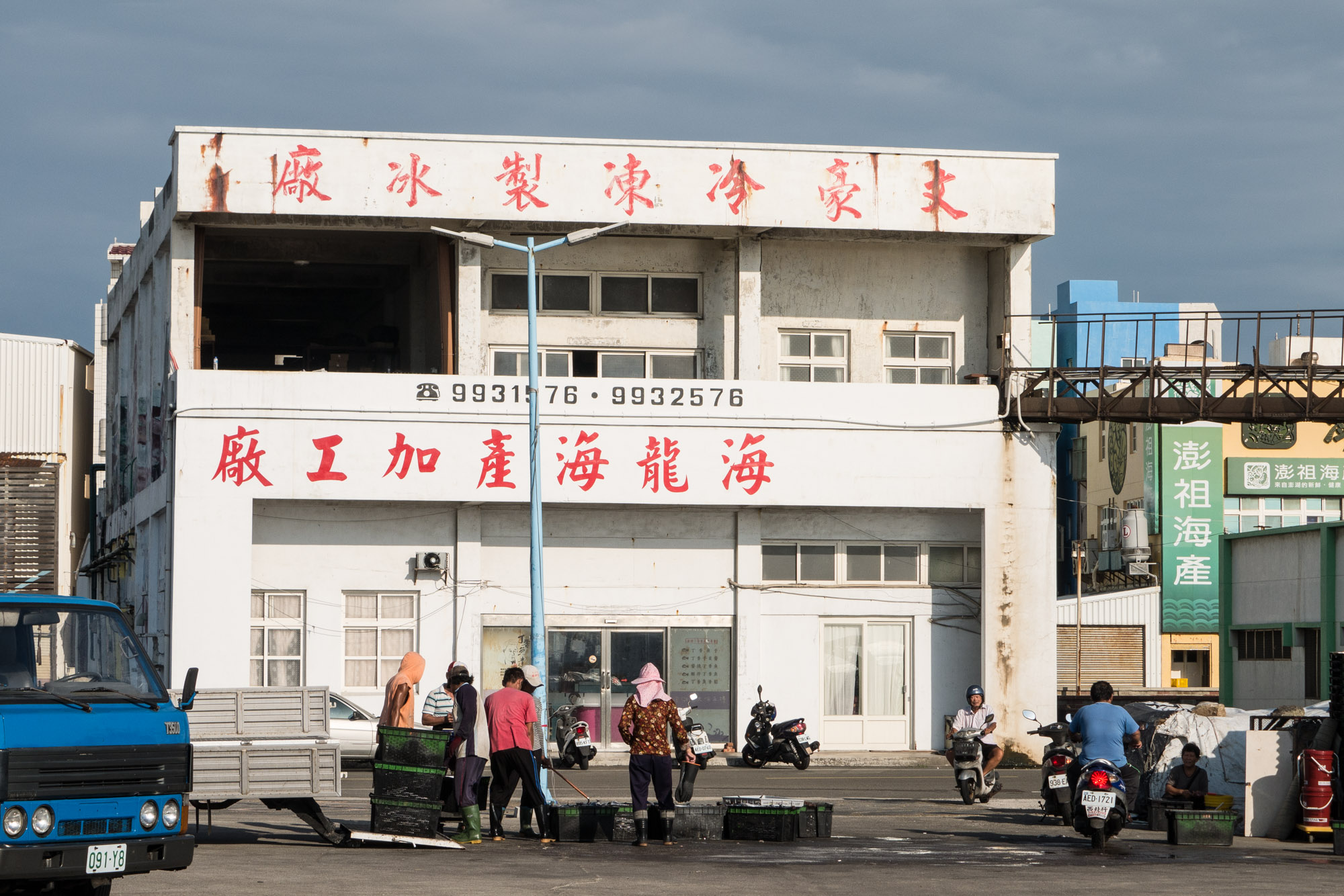
海產加工廠、製冰廠
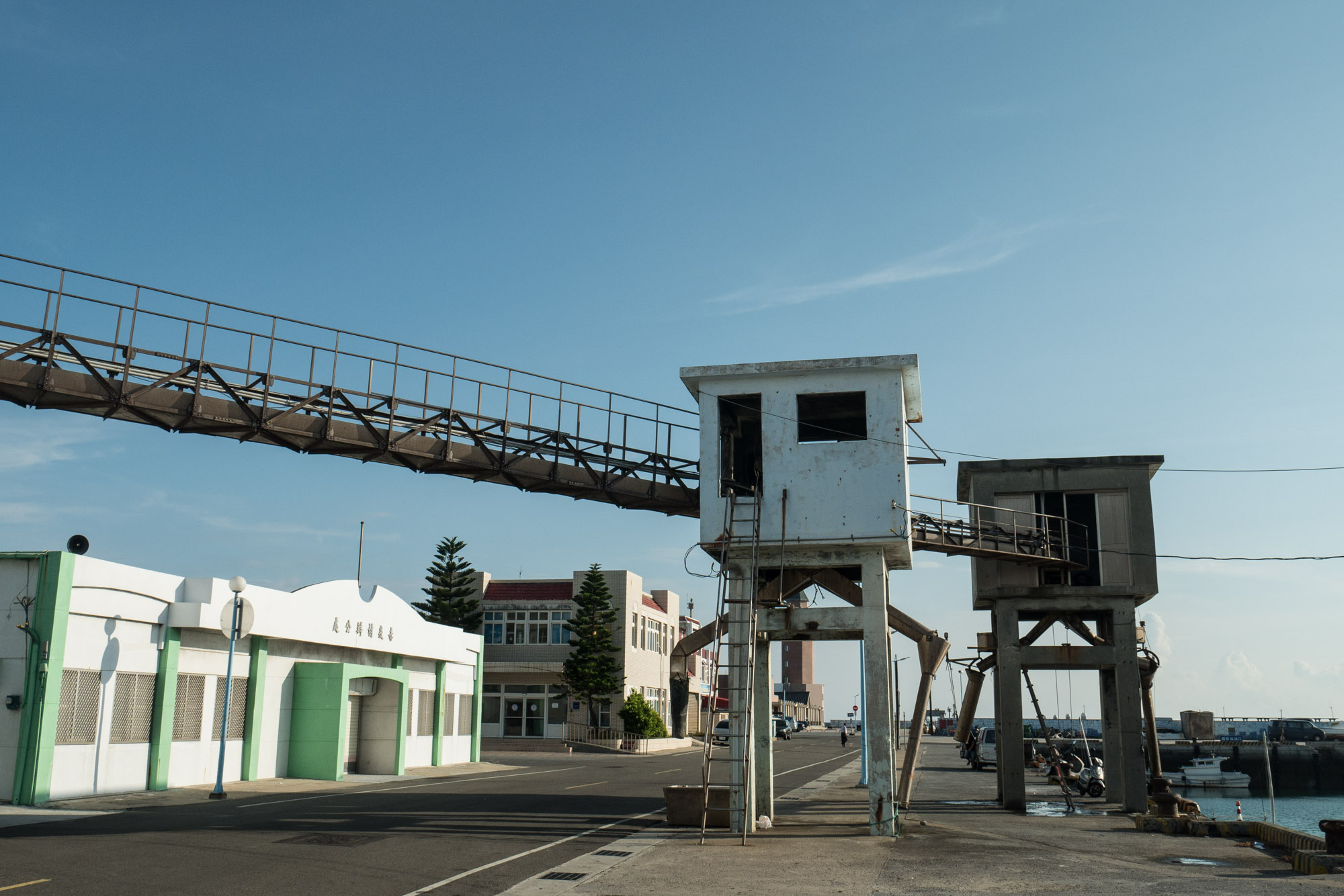
冰塊輸送帶
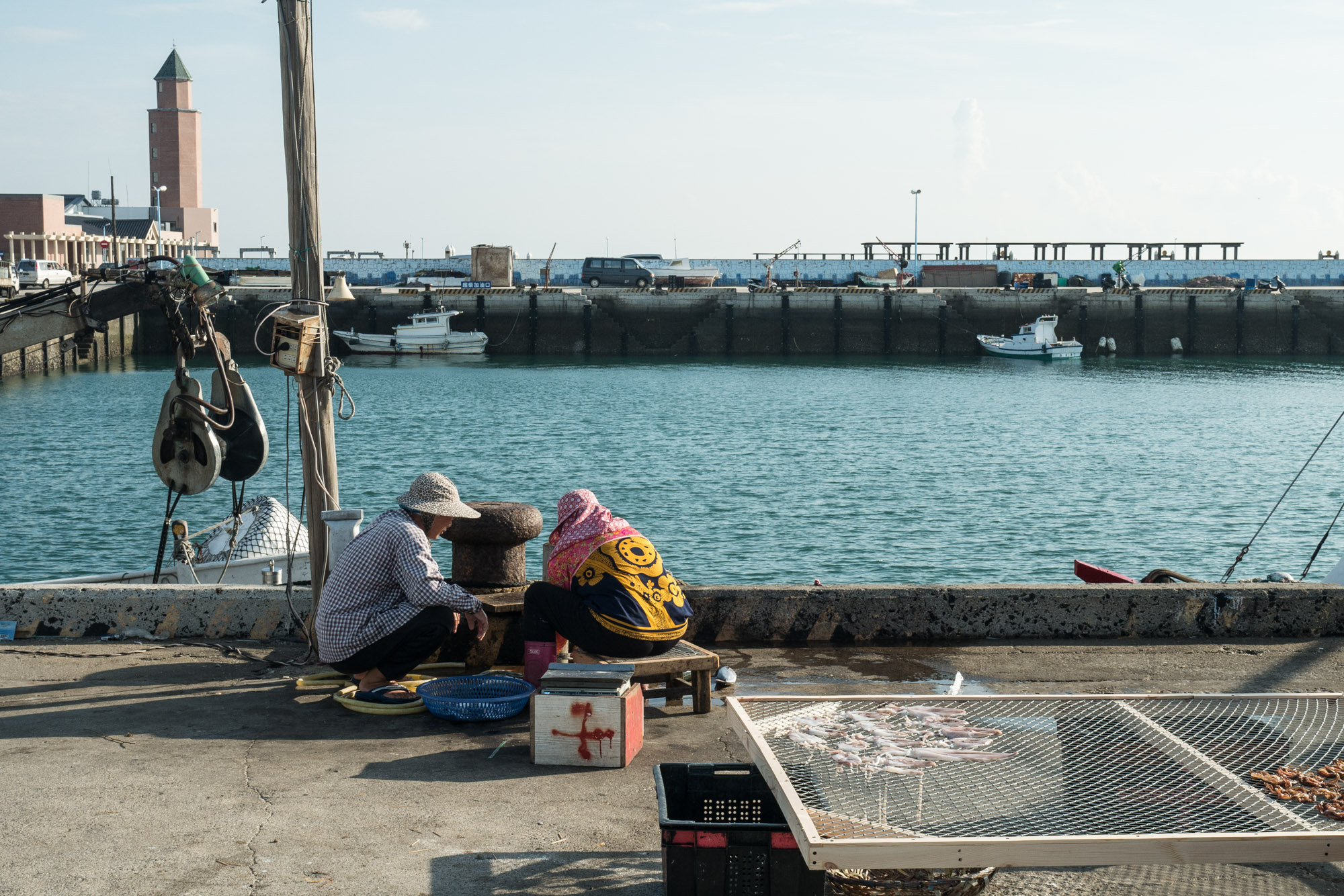
赤崁港一隅
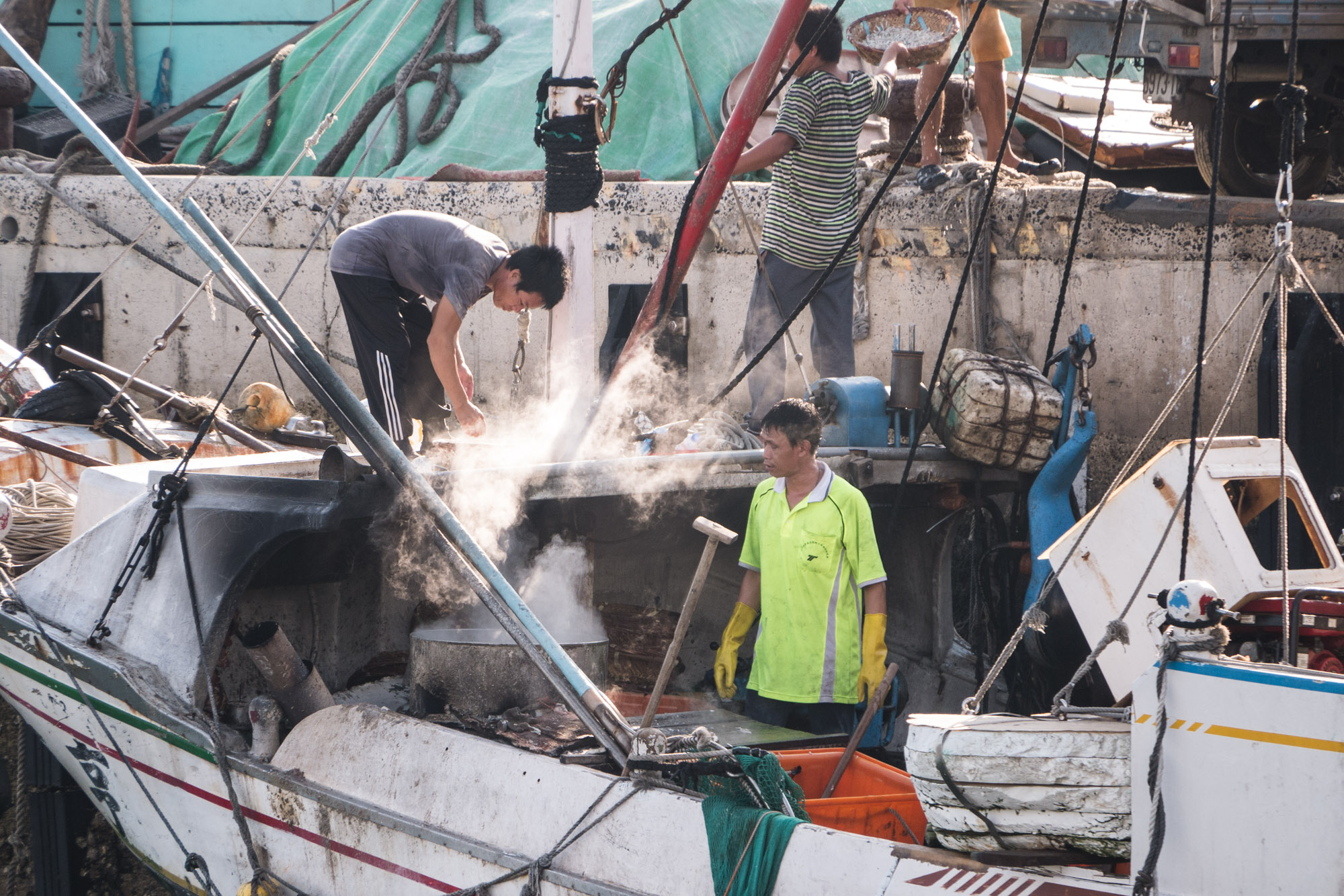
漁船加冰塊
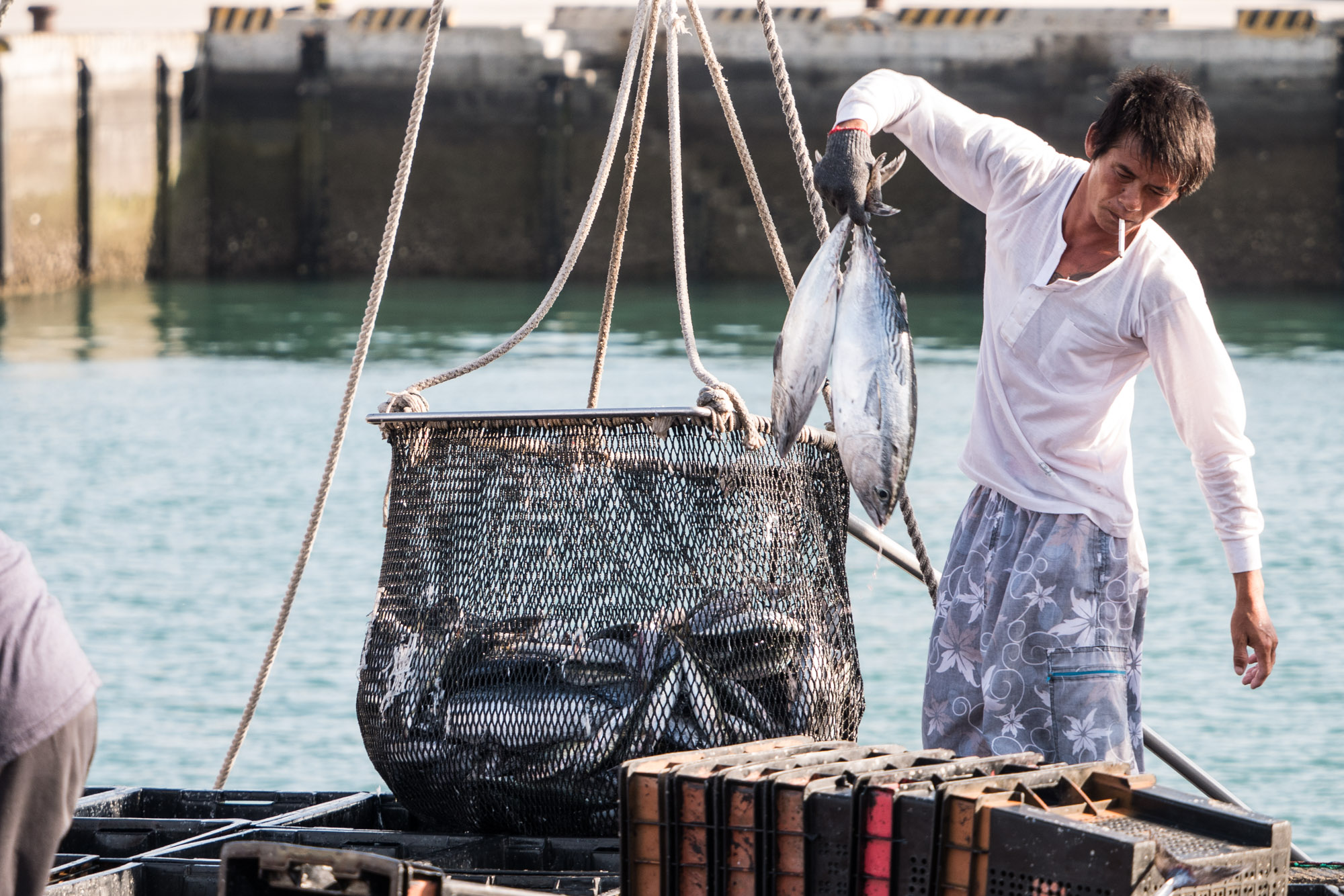
漁工與巴鰹
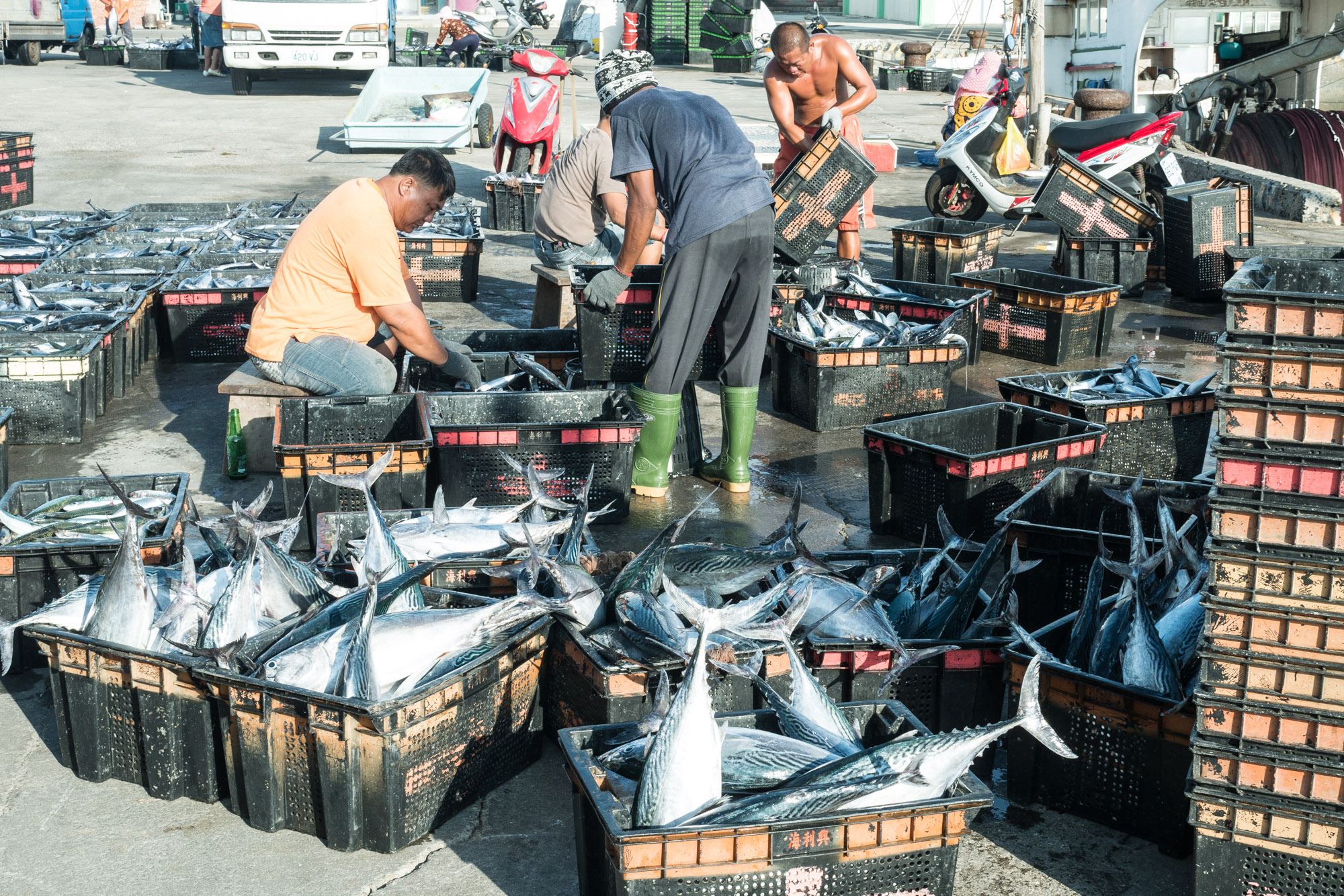
漁港與巴鰹
丁香魚獲
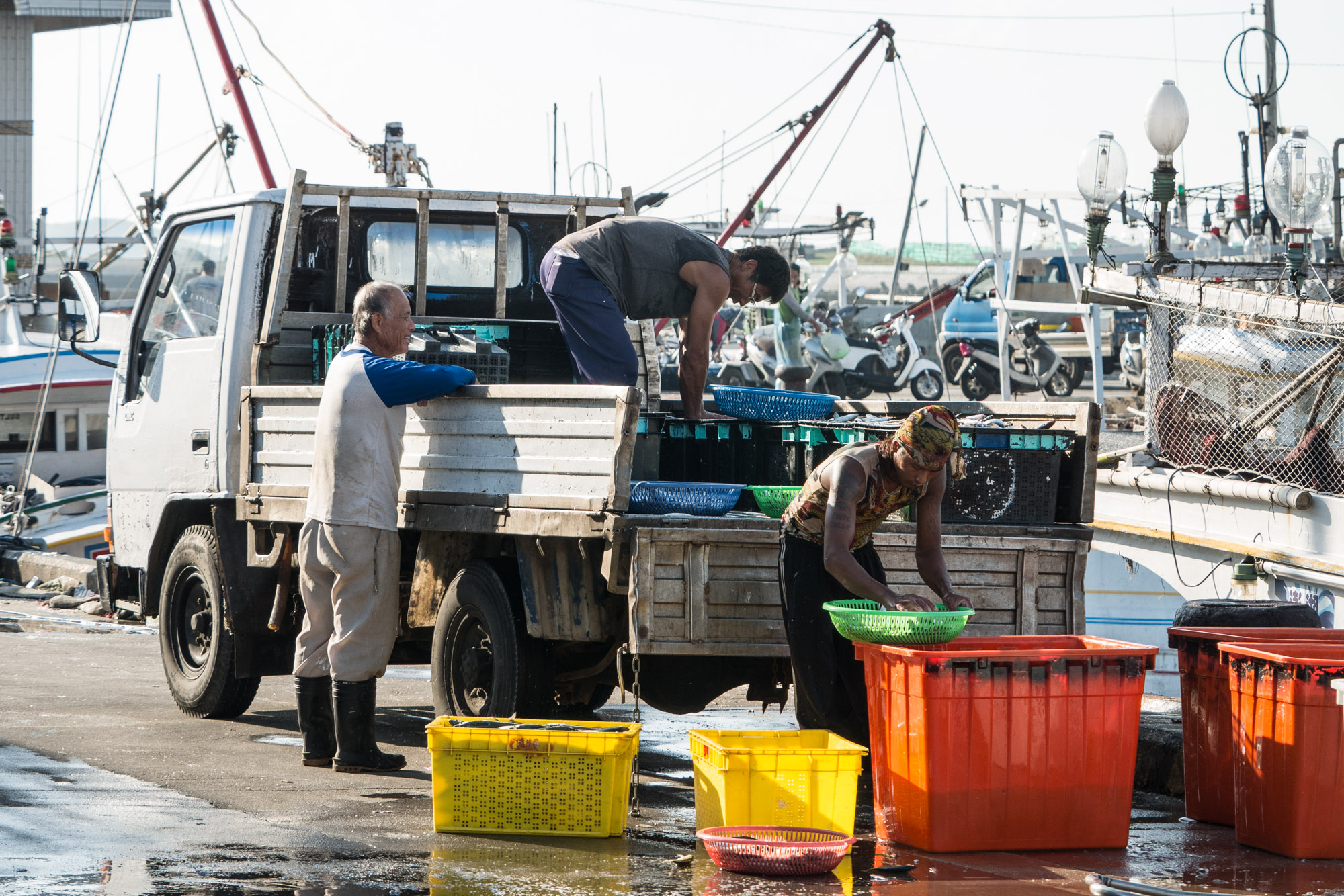
漁獲滿載
整網漁夫
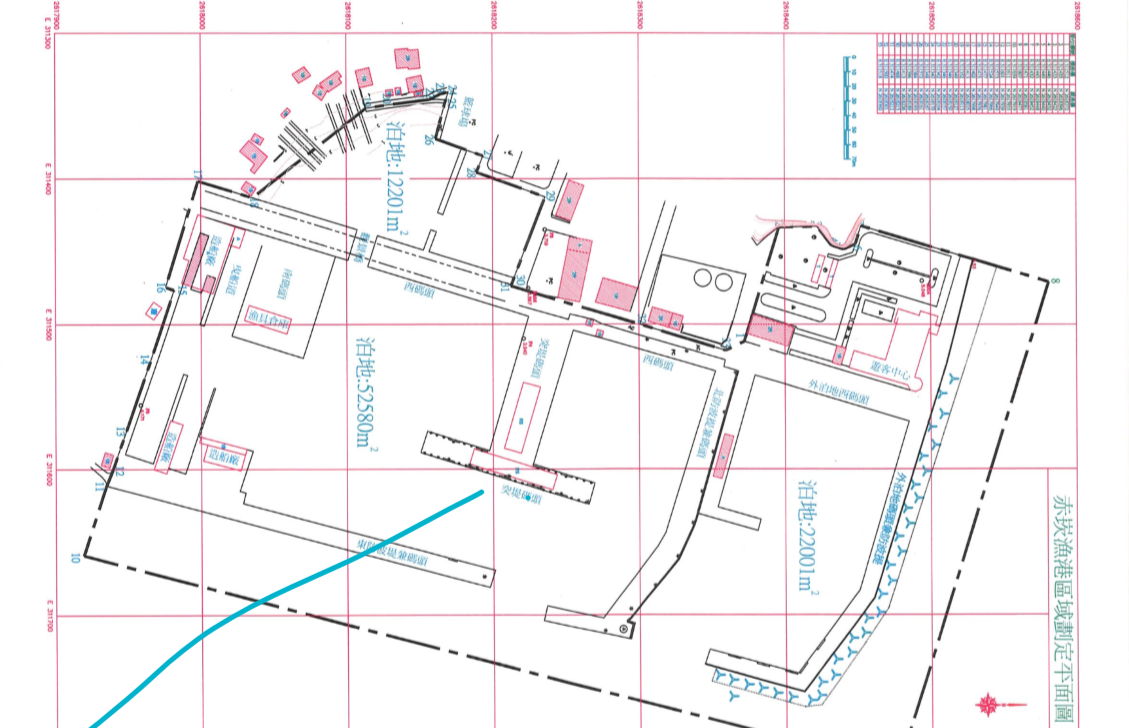
區域劃定平面圖（2019年頒布）

## 外部連結
- 澎湖縣政府工務處港灣科－赤崁漁港
- 白沙鄉公所－赤崁、吉貝嶼交通船班資訊 （页面存档备份，存于）
- 赤崁漁港安檢所

23°39′58″N 119°36′15″E / 23.666193°N 119.604098°E